# 조하나정
조하나정(城端町)은 도야마현 히가시토나미군에 설치되었던 정이다. 
2004년 11월 1일에 조하나정을 포함해 7개의 자치체가 합병해 난토시가 성립해, 조하나정은 폐지되었다.

## 지리
산지와 평야 양쪽을 가지며, 지자체 영역의 해발고도는 1000m 남짓에서 100m까지 넓다. 언덕길로도 알려지다.「에츠나카의 소교토」라고 불린다.

## 역사
- 1889년 4월 1일 - 정촌제 시행과 함께 도나미군 노미촌, 야마다촌, 미나미야마다촌, 오가야촌이 성립하였다.
- 1896년 4월 1일 - 히가시토나미군에 이관되었다.
- 2004년 11월 1일 - 조하나 정, 이나미 정, 히가시토나미 군 이노쿠치 촌, 가미타이라 촌, 도가 촌, 니시토나미 군 후쿠미쓰 정이 합병해 난토 시가 되었다.

## 교육

### 초등학교
- 난토정립 시로바타 초등학교

### 중학교
- 난토바타 정립 시로바타 중학교

## 경제
고장산품으로는 곶감을 들 수 있다.에도시대부터 주요 산업은 견직물과 칠기로, 특히 메이지 다이쇼 시기에는 고품질의 하부타에로 알려져 있었다. 

### 애니메이션 산업
조하나에는 애니메이션 제작회사 P.A.WORKS사 스튜디오가 있다.제작하는 애니메이션에 등장하는 지형이나 건조물은 인근 지역에서 채용될 수 있다.그 중에서도 「truetears」(2008년)의 거리는 조하나를 모델로 그려져 있다. 그래서 모델이 된 장소의 순례를 목적으로 하는 여행자도 있다.

## 교통

### 철도
- 서일본 여객철도 조하나 선

### 도로
- 도카이호쿠리쿠 자동차도
- 국도 304호선